# Giovanna Alparone
Giovanna Alparone Prestes da Silva (Rio de Janeiro, 25 de julho de 2009) é uma atriz, cantora e modelo brasileira. É conhecida nacionalmente por interpretar diversos personagens no canal da empresa Luccas Toon  do ator Luccas Neto, consolidada como o maior canal infantil do YouTube brasileiro, com 51 milhões de inscritos e mais de 31 bilhões de visualizações acumuladas.

## Biografia e carreira
Giovanna nasceu em 25 de julho de 2009, no município do Rio de Janeiro. Com apenas 1 ano e meio, foi descoberta em um desfile de moda no Copacabana Palace. Na publicidade, participou de inúmeros comerciais. Aos 5 anos, venceu o Mini Miss World Universe 2015. Depois, foi eleita Mini Miss Rio de Janeiro 2016. Aos 7 anos fez umas gravações participando da websérie Super Crianças  do autor Tiago Santiago estreando no ano seguinte. Em 2017, recebeu um convite para realizar o teste seleção de atrizes na empresa Luccas Toon e quase perde a seleção por chegar 40 minutos atrasada, mas felizmente conseguiu fazer o teste e foi aprovada.
Com a Luccas Toon, lançou quatro filmes em 2021: "Acampamento de Férias 3", "Duas Babás Muito Esquisitas", "O Mapa do Tesouro 2" e "O Hotel Mágico 2". O último lançamento do ano foi em 15 de dezembro, com o filme disponível nas plataformas digitais para aluguel ou venda. Em 2022, lançou o filme "Luccas Neto em: O Plano dos Vilões".  Em fez sua estreia nos cinemas com o filme Os Aventureiros - A Origem, que conta a história de como surgiram Os Aventureiros. Em 2024, lançou dois filmes cinematográficos, Príncipe Lu e a Lenda do Dragão e Luccas E Gi em: Dinossauros.

## Filmografia
| Internet   | Internet           | Internet                | Internet                                                     | Internet |
| Período    | Título             | Personagem              | Nota(s)                                                      | Ref.     |
| ---------- | ------------------ | ----------------------- | ------------------------------------------------------------ | -------- |
| 2017       | Super Crianças     | Gigi                    | Episódios: "2 e 23 de dezembro"                              |          |
| 2017-atual | Luccas Neto        | Vários Personagens      |                                                              |          |
| 2020-atual | Luccas Toon Studio | Ela mesma/Participações | Bastidores da produção de episódios da empresa "Luccas Toon" |          |
| 2020-atual | Luccas Toon Libras | Ela mesma               | Canal no YouTube em libras                                   |          |
| 2020-atual | Luccas Toon Games  | Ela mesma               | Canal no Youtube para vídeos de jogos                        |          |
| 2020-atual | Rox Teen           | Ela mesma               | Canal no Youtube voltado para o público jovem                |          |
| 2020-atual | Luccas Toon Kids   | Ela Mesma (Voz)         | Canal no Youtube em desenho animado                          |          |

| Televisão  | Televisão                  | Televisão  | Televisão | Televisão |
| Ano        | Título                     | Personagem | Nota(s)   | Ref.      |
| ---------- | -------------------------- | ---------- | --------- | --------- |
| 2024-atual | SBT Apresenta: Luccas Toon | Gi         |           |           |

| Cinema     | Cinema                                      | Cinema               | Cinema | Cinema |
| Lançamento | Título                                      | Personagem           | Ref.   |        |
| ---------- | ------------------------------------------- | -------------------- | ------ | ------ |
| 2018       | Luccas Neto Em: Perdidos na Noite de Natal  | Gi                   |        |        |
| 2019       | Luccas Neto Em: Uma Babá Muito Esquisita    | Gi                   |        |        |
| 2019       | Luccas Neto Em: Acampamento de Férias       | Gi                   |        |        |
| 2019       | Luccas Neto Em: Dia das Crianças            | Gi                   |        |        |
| 2019       | Luccas Neto Em: O Fim do Natal              | Gi                   |        |        |
| 2020       | Luccas Neto Em: Acampamento de Férias 2     | Gi                   |        |        |
| 2020       | Luccas Neto Em: O Hotel Mágico              | Gi                   |        |        |
| 2020       | Luccas Neto Em: O Mapa Do Tesouro           | Gi                   |        |        |
| 2021       | Luccas Neto Em: Acampamento de Férias 3     | Gi                   |        |        |
| 2021       | Luccas Neto Em: Duas Babás Muito Esquisitas | Gi                   |        |        |
| 2021       | Luccas Neto Em: O Mapa do Tesouro 2         | Gi                   |        |        |
| 2021       | Luccas Neto Em: O Hotel Mágico 2            | Gi                   |        |        |
| 2022       | Luccas Neto Em: O Plano dos Vilões          | Gi                   |        |        |
| 2023       | Os Aventureiros - A Origem                  | Aventureira Vermelha |        |        |
| 2024       | Príncipe Lu e a Lenda do Dragão             | Princesa Gi          |        |        |
| 2024       | Luccas e Gi em: Dinossauros                 | Gi                   |        |        |

## Teatro
| Ano     | Título                                      | Personagem           | Nota(s) | Ref. |
| ------- | ------------------------------------------- | -------------------- | ------- | ---- |
| 2018-19 | Netoland com Luccas Neto                    | Ela Mesma            |         |      |
| 2019-20 | Luccas Neto e Os Aventureiros               | Aventureira Vermelha |         |      |
| 2021    | Luccas Neto e a Escola de Aventureiros      | Aventureira Vermelha |         |      |
| 2023-24 | Luccas Neto - O Bem vs O Mal                | Aventureira Vermelha |         |      |
| 2024    | Luccas e Gi em: O Mundo de Magia e Fantasia | Gi                   |         |      |